# Нур'ял
Нур'я́л (рос. Нуръял, марій. Нуръял) — присілок у складі Моркинського району Марій Ел, Росія. Входить до складу Моркинського міського поселення.

## Населення
Населення — 160 осіб (2010; 164 у 2002).
Національний склад (станом на 2002 рік):
- марійці — 99 %